# Jeff Daniels (Eishockeyspieler)
Jeffrey Dwayne „Jeff“ Daniels (* 24. Juni 1968 in Oshawa, Ontario) ist ein ehemaliger kanadischer Eishockeyspieler sowie derzeitiger -trainer und -scout, der im Verlauf seiner aktiven Karriere zwischen 1984 und 2003 unter anderem 466 Spiele für die Pittsburgh Penguins, Florida Panthers, Hartford Whalers, Nashville Predators und Carolina Hurricanes in der National Hockey League auf der Position des linken Flügelstürmers bestritten hat. Nach seinem aktiven Karriereende verblieb Daniels im Franchise der Carolina Hurricanes und arbeitete dort seit 2003 als Trainer, Funktionär und Scout. In Diensten der Pittsburgh Penguins gewann er im Jahr 1992 den Stanley Cup, ebenso als Assistenztrainer im Jahr 2006 mit Carolina.

## Karriere
Daniels verbrachte seine Juniorenzeit in seiner Geburtsstadt Oshawa, wo er zunächst für die Oshawa Legionnaires aktiv war, und ab 1984 schließlich für die Oshawa Generals aus der Ontario Hockey League auflief. Dort spielte der Flügelstürmer bis zum Sommer 1988 und gewann während dieser Zeit den J. Ross Robertson Cup mit dem Team. Die darauf folgende Teilnahme am Memorial Cup endete mit einer Finalniederlage gegen die Medicine Hat Tigers.
Nachdem Daniels bereits im NHL Entry Draft 1986 in der sechsten Runde an 109. Stelle von den Pittsburgh Penguins aus der National Hockey League ausgewählt worden war, wurde er zur Saison 1988/89 von den Penguins verpflichtet. Allerdings setzten ihn diese bis 1992 vornehmlich in ihrem Farmteam, den Muskegon Lumberjacks, in der International Hockey League ein. Dennoch gehörte Daniels zum Kader, der im Jahr 1992 den Stanley Cup mit den Pittsburgh Penguins gewinnen konnte. Erst mit Beginn der Spielzeit 1992/93 war er vollwertiges Mitglied des NHL-Kaders. Nachdem der Kanadier auch in der Saison 1993/94 für die Pens aufgelaufen war, wurde er im März 1994 im Tausch für Greg Hawgood zu den Florida Panthers transferiert. Aufgrund des Lockouts in der NHL-Saison 1994/95 kam Daniels aber zu lediglich zehn Einsätzen für die Panthers, ehe er sich im Sommer 1995 als Free Agent den Hartford Whalers anschloss.
Dort verbrachte er die Saison 1995/96 komplett im Farmteam Springfield Falcons in der American Hockey League und auch im folgenden Spieljahr reichte es zu lediglich zehn weiteren NHL-Einsätzen im Trikot Hartfords. Mit dem Umzug der Whalers nach in den Bundesstaat North Carolina gehörte der Angreifer mit Beginn der Saison 1997/98 den Carolina Hurricanes an, wo er ebenso im Farmteam eingesetzt wurde und nur zweimal selbst für Carolina auf dem Eis stand. Im NHL Expansion Draft 1998 blieb Daniels somit von seinem Team ungeschützt und wurde von den neu gegründeten Nashville Predators ausgewählt. Dort gelang ihm aber ebenso nicht die dauerhafte Rückkehr in die NHL. Erst mit dem erneuten Wechsel zurück nach Carolina im Sommer 1999 etablierte sich der Stürmer erstmals seit sechs Jahren wieder im nordamerikanischen Ligaoberhaus. Er verbrachte vier Spielzeiten bis zum Sommer 2003 bei den Hurricanes – gekrönt von der Teilnahme am Stanley-Cup-Finale im Jahr 2002. Trotz einer Vertragsverlängerung im April 2003 beendete Daniels schließlich im November 2003 seine aktive Karriere im Alter von 35 Jahren aufgrund einer Verletzung.
Daniels blieb dem Franchise allerdings weiterhin treu und wurde nach seinem vorzeitigen Karriereaus in den Trainerstab Carolinas übernommen. Dort arbeitete er bis zum Sommer 2008 unter Peter Laviolette als Assistenztrainer und gewann mit dem Team im Jahr 2006 seinen zweiten Stanley Cup. Zur Saison 2008/09 wurde Daniels zum Cheftrainer und General Manager der Albany River Rats, die Carolinas Farmteam in der AHL waren, befördert. Er betreute das Team für zwei Jahre, ehe es umzog und fortan unter dem Namen Charlotte Checkers weiter am Spielbetrieb teilnahm. In den ersten fünf Jahren des Bestehens der Checkers füllte Daniels die Posten des Trainers und GMs weiterhin in Personalunion aus. Mit Beginn der Saison 2015/16 kehrte er als Scout zu den Hurricanes zurück und erhielt 2017 zusätzlich den Posten als Director of Professional Scouting, bevor er zur Saison 2018/19 erneut als Assistent des neuen Cheftrainers Rod Brind’Amour übernahm.

## Erfolge und Auszeichnungen
- 1987 J.-Ross-Robertson-Cup-Gewinn mit den Oshawa Generals
- 1992 Stanley-Cup-Gewinn mit den Pittsburgh Penguins
- 2006 Stanley-Cup-Gewinn mit den Carolina Hurricanes (als Assistenztrainer)
- 2013 Teilnahme am AHL All-Star Classic (als Cheftrainer)

## Karrierestatistik
(Legende zur Spielerstatistik: Sp oder GP = absolvierte Spiele; T oder G = erzielte Tore; V oder A = erzielte Assists; Pkt oder Pts = erzielte Scorerpunkte; SM oder PIM = erhaltene Strafminuten; +/− = Plus/Minus-Bilanz; PP = erzielte Überzahltore; SH = erzielte Unterzahltore; GW = erzielte Siegtore; 1 Play-downs/Relegation; Kursiv: Statistik nicht vollständig)